# 二磷化锇
二磷化锇是锇的磷化物，化学式为OsP2。

## 制备
将锇、锡和红磷加热至1050℃反应，反应结束后用稀盐酸处理锡渣，留下OsP2。

## 拓展阅读
- Compounds with the Marcasite Type Crystal Structure. XII. Structural Data for RuP2, RuAs2, RuSb2, OsP2, OsAs2, and OsSb2 （页面存档备份，存于）